# Jan van der Croon

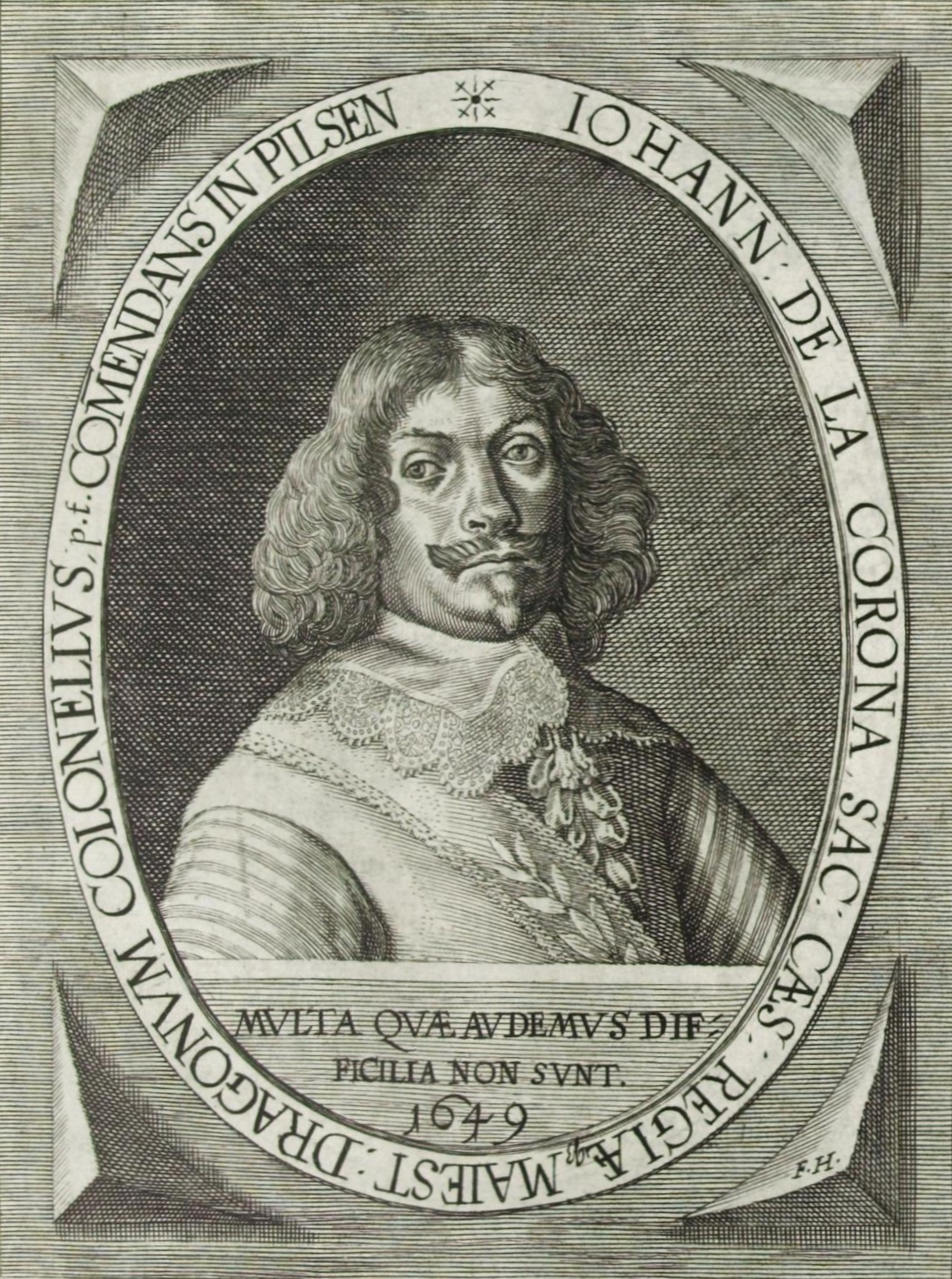
Jan van der Croon auf einem Kupferstich aus dem Jahr 1649

Jan Freiherr van der Croon (* um 1600 in Weert; † 6. November 1665 in Prag), auch Jan della Croon, Johann de la Corona oder von der Cron genannt, war ein kaiserlicher Offizier im Dreißigjährigen Krieg. Vom einfachen Soldat stieg er zu einem wichtigen Offizier und Regimentsinhaber auf und wurde langjähriger Stadtkommandant von Pilsen und Prag. Nach dem Friedensschluss 1648 war als Vize-Militärkommandant bzw. Kommandierender General Böhmens tätig. In dieser Funktion verstärkte er Festungen und rekrutierte Soldaten für den Zweiten Nordischen Krieg und den Türkenkrieg 1663/1664. Kurz vor seinem Tod erreichte er seinen höchsten Rang als Feldmarschallleutnant.
Er war einer der wenigen Militärs seiner Zeit, der trotz nichtadeliger Abstammung zum General aufstieg. Nach seiner Erhebung in den Adelsstand erwarb er in Böhmen in den 1650er Jahren ausgedehnten Landbesitz und wurde Stifter für die katholische Kirche. Einen vergleichbaren Werdegang hatte der Reitergeneral Johann von Werth, mit dem Croon nach seinem Tod von den Historikern seiner Heimat häufig verwechselt wurde. Croon profitierte bei seinem Aufstieg maßgeblich durch seine enge Verbindung zu Feldmarschall Ottavio Piccolomini.

## Leben

### Vom Soldaten zum Offizier

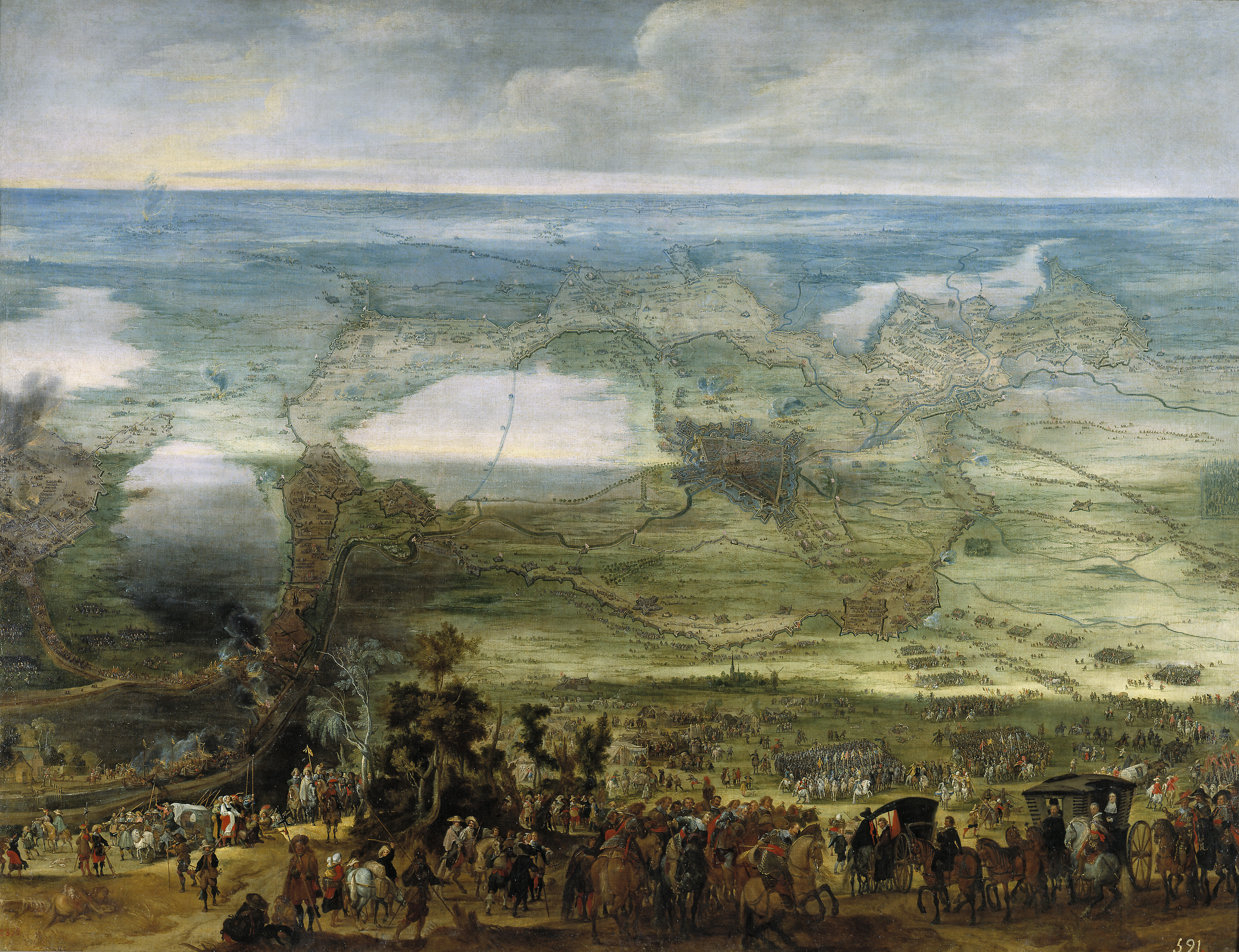
Belagerung von Breda 1624/25

Geboren wurde Jan van der Croon im damals habsburgischen, heute niederländischen Weert in die Familie Cool oder Coolen, die nach dem Gasthof De Croon in ihrem Besitz auch Croon genannt wurde. Wer genau seine Eltern waren, ist nicht eindeutig identifizierbar. Der zeitweilige Weerter Bürgermeister Jacob in de Croon war vermutlich Jans Onkel, wird in manchen Quellen aber auch als sein Vater eingestuft. Er dürfte ein unehelicher Sohn, möglicherweise einer Waschfrau, gewesen sein. Seine zwei Brüder Franz (Frans) und Willem wurden ebenfalls Soldaten, Franz war Hauptmann in kaiserlichen Diensten, Willem fiel als Oberstleutnant in spanischen Diensten bei der Stadt Lille.
Jan begann seine militärische Karriere 1624 in der spanischen Armee, die im Achtzigjährigen Krieg die Niederlande bekämpfte. Sein Vorbild war mutmaßlich sein Onkel Giel Jonghen d’Ongarie, der ebenfalls als Soldat in habsburgischen Diensten kämpfte. Jan wurde von seinen Zeitgenossen in der Armee meist mit dem Nachnamen de la Corona bezeichnet. Unter Ambrosio Spinola nahm Croon an der Belagerung von Breda von August 1624 bis zur Aufgabe der Stadt Anfang Juni 1625 teil. Wenig später wechselte er als Pikenier in die kaiserliche Armee und diente unter Albrecht von Wallenstein bei dessen Ungarn-Feldzug gegen den protestantischen Heerführer Ernst von Mansfeld und dem Holstein-Feldzug gegen die Dänen. 1629 zog Croon im kaiserlichen Heer unter Rambaldo Collalto zur Unterstützung der Spanier im Mantuanischen Erbfolgekrieg nach Norditalien. Im Juli 1630 nahm er an der Erstürmung Mantuas durch die Kaiserlichen teil, das anschließend schwer geplündert wurde. Croon selbst fiel seinen Vorgesetzten auf durch seine Leistungen bei der Belagerung und in einem kleinen Gefecht, in dem vier französische Kompanien besiegt wurden. Er wurde dafür bis zum Corporal befördert, während sein Onkel Giel in dieser Zeit als Obristleutnant nahe Mantua fiel.
Nach dem Frieden von Cherasco im Juni 1631 aus Italien zurückgekehrt, schloss sich Croon unter dem Kommando Johann von Aldringens im Oktober der kaiserlich-ligistischen Armee unter Graf Tilly an. Im April 1632 kämpfte Croon in der Schlacht bei Rain am Lech gegen die nach Bayern vorrückenden Schweden, in der das Heer der Katholischen Liga geschlagen wurde und Tilly tödlich verwundet wurde. Anschließend kämpfte Croon unter Wallenstein sowohl an der Alten Veste, wonach er zum Leutnant befördert wurde, als auch in der Schlacht bei Lützen, in der der schwedische König Gustav Adolf fiel. Nach Wallensteins Ermordung Anfang 1634 diente Croon wieder unter Aldringen. Bei der Belagerung von Regensburg geriet er verwundet in feindliche Gefangenschaft, konnte aber aus eigener Kraft wieder daraus entkommen. Ende Juli ergab sich Regensburg den Kaiserlichen, kurz nachdem Aldringen bei Landshut in Kämpfen gegen ein schwedisches Entsatzheer gefallen war. Croon kämpfte als Nächstes im September in der Schlacht bei Nördlingen, in der die Schweden entscheidend geschlagen wurden. Daraufhin beförderte man ihn zum Hauptmann im Dragonerregiment von Ottavio Piccolomini.
Mit den Truppen Piccolominis zog Croon zur Unterstützung der Spanier in die Südlichen Niederlande und nahm im Juli 1635 am erfolgreichen Entsatz von Löwen und der Eroberung der Schenkenschanze teil. Er beteiligte sich im Winter an zwei Einsätzen zur Versorgung der anschließend von niederländischen Truppen belagerten Festung, wofür man ihn zum Obristwachtmeister im Dragonerregiment von Johann Wilhelm von Kuefstein beförderte. Das Regiment stand das nächste Jahr über in Böhmen oder Sachsen. Nach Kuefsteins Tod Anfang Mai 1637 wurde Croon der Interimskommandant des Regiments. Vom Stützpunkt in Oschatz aus unternahm es mehrere Überfälle auf die Schweden, einige von Croon persönlich angeführt, der den Gegnern dabei unter anderem Verluste von 300 Pferden und mehreren toten oder gefangenen Offizieren beibrachte.
Das aus Burgund zurückgekehrte kaiserliche Hauptheer unter Matthias Gallas griff die Schweden unter General Banér Mitte Juni bei Torgau an, die knapp entkommen konnten und sich nach Pommern zurückzogen. An der Seite von Gallas’ Heer verfolgte Croon die Schweden und bezog Quartiere in Mecklenburg. Für seine Leistungen in diesem Feldzug erhielt er die nächste Beförderung zum Obristleutnant. Das Jahr 1638 über stand er in Mecklenburg gegen die in Pommern eingeschlossenen Schweden. Während des Rückzugs der Kaiserlichen Ende des Jahres aufgrund schwedischer Verstärkungen und der eigenen katastrophalen Versorgungslage griff Croon bei Boizenburg an der Elbe zusammen mit Albert Gaston Spinola von Bruay zwei schwedische Regimenter an, die dabei zerschlagen wurden. Über den Winter wurden Croons Truppen in Quartiere nach Schlesien geschickt. Hier blieb er in den folgenden Jahren im Einsatz, um die Region gegen schwedische Angriffe zu verteidigen.

### Regimentsinhaber und Stadtkommandant

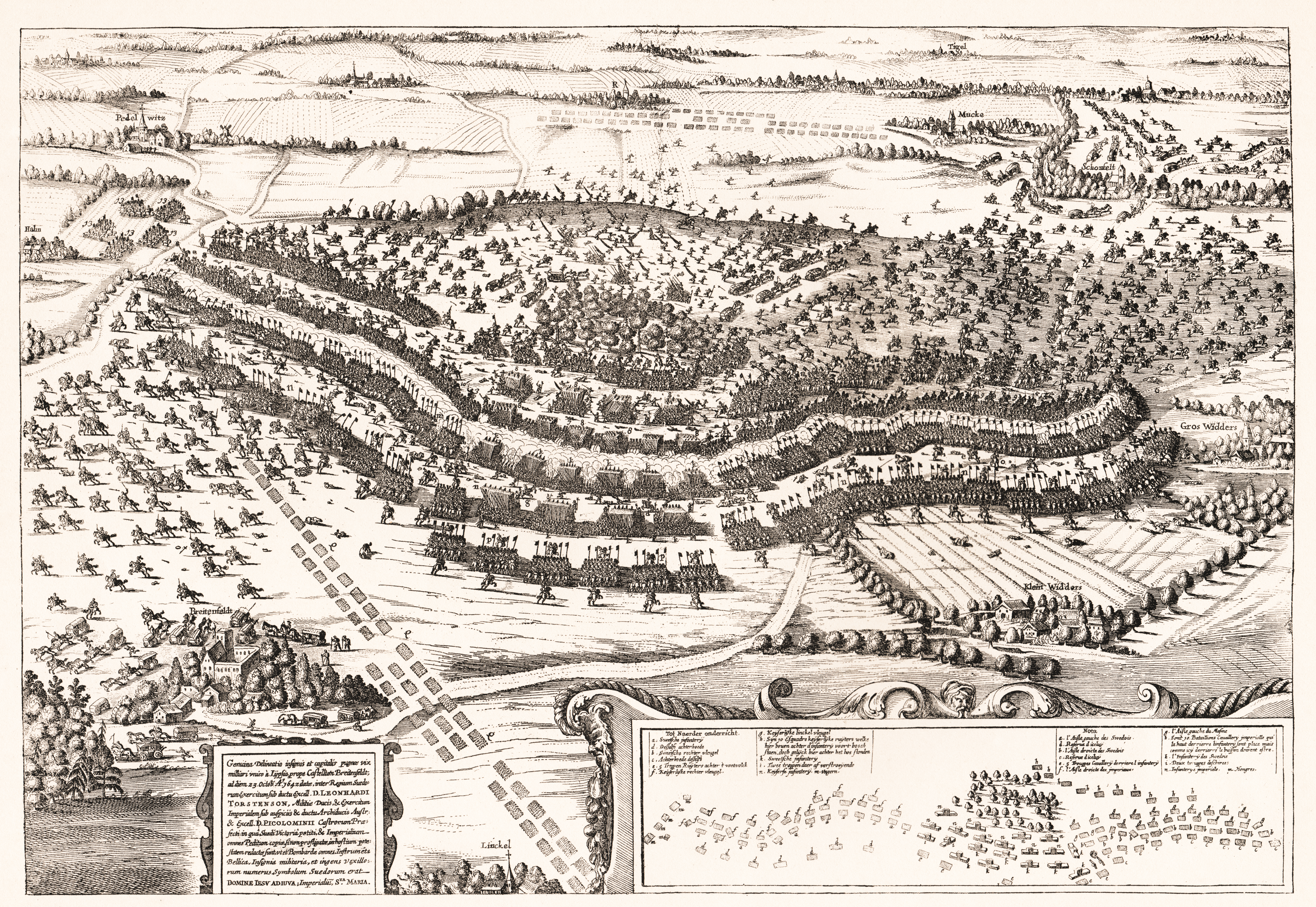
Schlacht bei Breitenfeld 1642

1640 zeichnete Croon sich bei der Rückeroberung von Schloss und Stadt Lüben unter Martin Maximilian von der Goltz aus. Von der Goltz schlug ihn dafür zur Beförderung vor, woraufhin Kaiser Ferdinand III. am 28. August 1640 Croon zum Oberstinhaber und Kommandanten des bisherigen Dragoner-Regiments D’Espaigne ernannte, dessen vorheriger Inhaber verstorben war. Croon war damit zu einem der wenigen nichtadeligen Regimentsinhaber aufgestiegen und verdiente fortan als Kriegsunternehmer unmittelbar Geld mit dessen Einsätzen. Mit dem Regiment nahm er im September 1640 an der Belagerung von Hirschberg und im Sommer 1641 an der Rückeroberung von Görlitz teil. Ende Mai 1642 beteiligte er sich unter Franz Albrecht von Sachsen-Lauenburg am fehlgeschlagenen Entsatz für die von den Schweden belagerte Festung Schweidnitz, wobei Franz Albrecht tödlich verwundet in Gefangenschaft geriet. Croon entkam der Gefangennahme und führte in der Folge mehrere erfolgreiche Angriffe auf die weiter nach Mähren gezogenen Schweden, darunter am 5. Juli einen Überfall auf die schwedische Besatzung von Littau. Nachdem das kaiserliche Heer die Schweden aus Mähren und Schlesien herausgedrängt hatte, kämpfte Croon mit seinen Dragonern im November des Jahres auf dem rechten Flügel der Kaiserlichen in der Niederlage bei Breitenfeld.
Im Mai 1643 hatte Croon vom neuen Oberbefehlshaber Gallas den Auftrag, mit seinem und Gallas’ eigenem Dragonerregiment zwischen Podiebrad und Nimburg eine Stellung gegen die in Böhmen eingedrungenen Schweden einzunehmen und sie am Überschreiten der Elbe und einem Vorrücken gegen Prag zu hindern. Das schwedische Heer unter Lennart Torstensson konnte Anfang Juni mit einer Schiffsbrücke die Elbe bei Mělník überschreiten, ging aber nicht gegen Prag vor, sondern zog über Kolín nach Mähren. Nachdem das schwedische Hauptheer Ende des Jahres zum überraschenden Angriff auf Dänemark abgezogen war, blockierte Croon Anfang 1644 mit seinem Regiment die schwedisch besetzte Festung Glogau in Schlesien. Im März nahm er das Schloss Herrnstadt im Umland von Glogau ein.
Mit dem kaiserlichen Hauptheer unter Gallas zogen Croon und sein Regiment im Juni 1644 zur Unterstützung der Dänen bis nach Holstein. Im August nahm er an der Erstürmung des schwedisch besetzten Kiels teil. Kurz darauf umgingen die Schweden unter Torstensson jedoch das kaiserliche Heer nach Süden und bedrohten mit einem Vorstoß entlang der Elbe Sachsen wie auch das habsburgische Böhmen. Gallas musste mit seinem Heer zurück durch das ausgezehrte Land gehen und nahm ein Lager bei Bernburg ein, um Sachsen gegen die Schweden zu decken. Dort wurde das Heer allerdings bald von der überlegenen schwedischen Kavallerie eingeschlossen und ausgehungert. Croon war auf dem Rückzug in mehrere verlustreiche Gefechte mit den Schweden verwickelt und wurde bei Bernburg durch eine Musketenkugel im Arm getroffen.

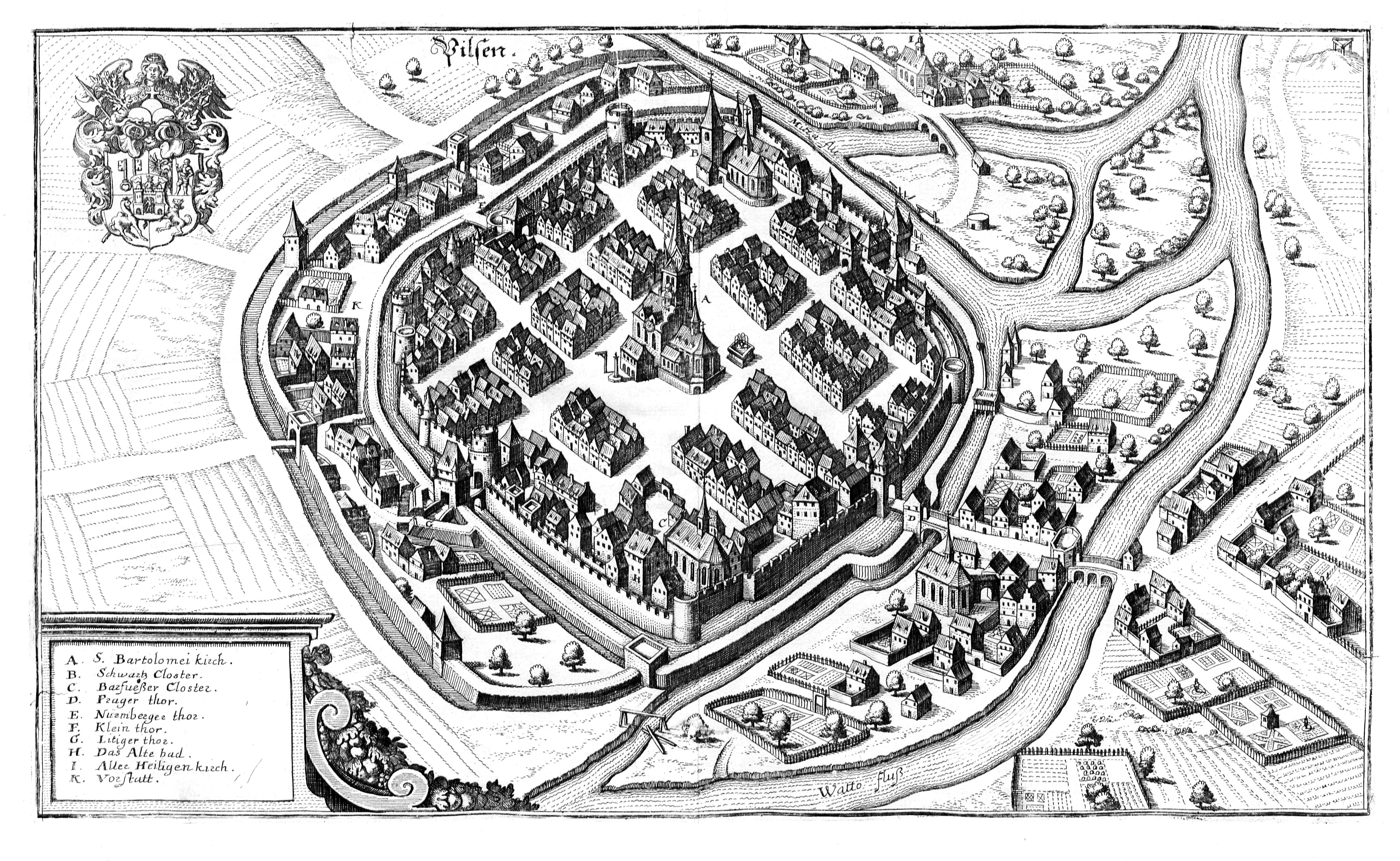
Pilsen um 1650

In Folge der Verletzung und des unglücklichen Feldzugs bat er vom Lager in Bernburg aus seinen früheren Befehlshaber Piccolomini, mittlerweile in spanischen Diensten, um eine andere Verwendung für sich und sein Regiment. Dieser empfahl ihn im Dezember bei Walter Leslie am Wiener Hof für eine neue Funktion. Im Januar 1645 war Croon zurück in Böhmen und wurde als Stadtkommandant in Pilsen stationiert. Den aktiven Felddienst konnte er damit verlassen. Ein Teil seines Regiments unter Bartolomeo Strassoldo wurde nach Pardubitz gelegt und verteidigte diese Stadt im Oktober erfolgreich gegen schwedische Angriffsversuche. Auch Pilsen konnte gegen die Schweden behauptet werden, Croon blieb die folgenden Jahre dort stationiert und ließ die vernachlässigten Verteidigungsanlagen der Stadt stark ausbauen.

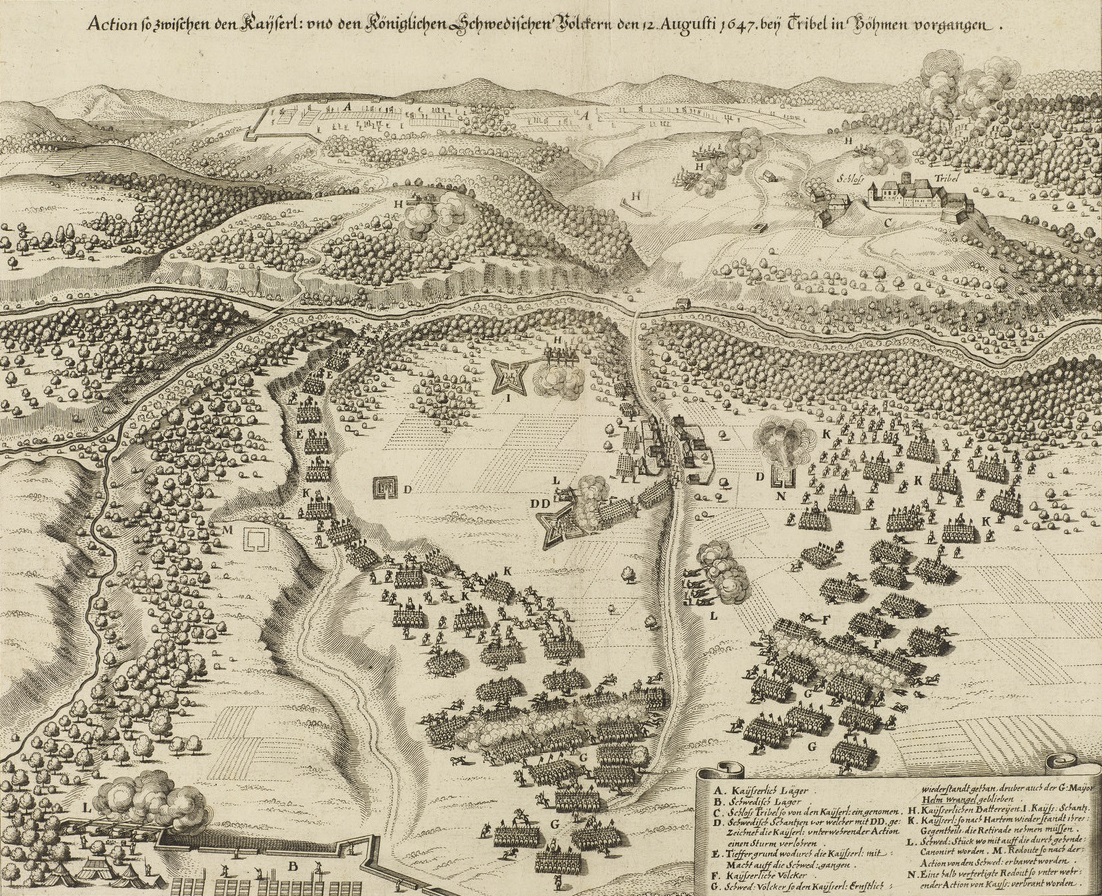
Im Vorfeld der Schlacht bei Triebl 1647 unterstützte Croon die Aufklärung gegen die feindlichen Streitkräfte

Im August 1647 stellte Croon auf Anweisung General Holzappels in Pilsen zusätzliches Pulver für die kaiserliche Hauptarmee her. Im Vorfeld des Reitergefechts bei Triebl unterstützte Croon mit seinem Regiment die kaiserliche Aufklärung. Sein und zwei nach Pilsen beorderte kroatische Regimenter ermöglichten, dass die Kaiserlichen genau über die schwedischen Bewegungen Bescheid wussten und den Schweden am 22. August beim nahegelegenen Ort Triebl größere Verluste beibringen konnten. Kurz nach Abzug des kaiserlichen Hauptheeres eroberte Croon am 25. Oktober 1647 die Königswarter Schanze vor Eger von den Schweden zurück. Anschließend sollte er die seit Juli durch die Schweden unter Johann von Koppy besetzte böhmische Grenzstadt Eger blockieren, um sie durch Aushungern für die Kaiserlichen zurückzugewinnen. Erst mit Beginn des Winters gelangen ihm und dem zu seiner Verstärkung geschickten Regiment Siegmund Friedrich von Götzen die vollständige Abriegelung. Eger war nicht mehr lange vom Fall entfernt, als Ende März 1648 der schwedische General Königsmarck mit starker Kavallerie zum Entsatz eintraf. Königsmarck durchbrach Croons Blockade zwischen Wunsiedel und Waldsassen und brachte am 6. April 300 Wagen Proviant und 100 Stück Vieh in die ausgehungerte Stadt.
Kaiser Ferdinand III. hatte Croon aufgetragen, die Städte Elbogen und Falkenau gegen mögliche schwedische Angriffe aus der Oberpfalz zu verstärken. Tatsächlich drang Königsmarck im Juni 1648 nach Böhmen vor, eroberte die Städte Taus und Bischofteinitz, die Burg Petschau und nach mehrtägiger Beschießung schließlich auch Falkenau. Die Stadt Elbogen fand er dagegen zu stark befestigt vor und zog wieder von dort ab. Am 22. Juli tauchte Königsmarck mit 2500 Reitern überraschend vor Pilsen auf. Er griff die Stadt nicht an, sondern ritt weiter nach Bela, wo er 600 zurückgelassene Infanteristen aufnahm. Croons Besatzung war nicht stark genug, um Königsmarck bei seinen Aktionen wirksam einschränken zu können. Dieser zog mit seinem gesamten Trupp über Rakonitz nach Prag, das er am 26. Juli überraschend angriff und dabei die Kleinseite einnahm. Der Westfälische Friede Ende Oktober beendete die Kampfhandlungen in Böhmen. Bei der folgenden Verkleinerung der kaiserlichen Truppen wurden alle Dragonerregimente mit Ausnahme von Croons eigenem aufgelöst.

### General und böhmischer Militärkommandant
Nach dem Ende des Dreißigjährigen Krieges blieb Croon in kaiserlichen Diensten. Zusammen mit seinem Förderer Piccolomini nahm er von 1649 bis 1650 als kaiserlicher Bevollmächtigter am Nürnberger Exekutionstag teil. Er zählte zu den Gästen der beiden großen Friedensfeiern, des schwedischen Friedensmahles im Oktober 1649 und des kaiserlichen Friedenfests im Juli 1650. Zur Durchsetzung der in Nürnberg getroffenen Bestimmungen über Truppenabzüge war er von Juni bis Oktober 1650 in Erfurt und anderen noch schwedisch besetzten Städten damit beauftragt, den Abzug der fremden Truppen sicherzustellen. Im Oktober wurde er zum Kommandanten von Eger bestellt und schließlich im November des Jahres unter dem Namen Johann Freiherr von der Cron zum Freiherrn erhoben, womit die Aufnahme in den böhmischen Herrenstand verbunden war. Sich selbst nannte er bis zu diesem Zeitpunkt Jan de la Croon. Er erwarb 1651 Grundbesitz in Böhmen mit dem Ort Zahořany bei Leitmeritz und dessen Umgebung, außerdem wurde ihm der Titel eines Hofkriegsrats verliehen. 1652 wurde er zum Kommandanten von Prag und Vize-Militärkommandanten von Böhmen (als Stellvertreter Rudolf von Colloredos) ernannt sowie zum Generalwachtmeister befördert. 1653 wurde er Inhaber des Prager Garnisonsregiments, das bisherige Regiment Waldstein, sein altes Dragonerregiment übergab er dafür an Peter de Buschiere, es sollte unter wechselnden Namen weiterbestehen bis zum Ende Österreich-Ungarns im Jahr 1918.
Auch in Eger und Prag war er äußerst aktiv beim Ausbau der Verteidigungsanlagen der Städte, zusätzlich beaufsichtigte er als stellvertretender Militärkommandant die Instandhaltung und den Ausbau von Befestigungen in ganz Böhmen. Für Piccolominis Schloss Náchod erstellte er zusammen mit dem Baumeister Giovanni Pieroni das Befestigungskonzept. Nach dem Eintritt der Kaiserlichen in den Nordischen Krieg auf Seiten Polens im Jahr 1657 gegen die Schweden war Croon für die Truppenwerbungen in Böhmen verantwortlich. Melchior von Hatzfeldt verlangte im gleichen Jahr nach der Einnahme Krakaus durch seine Truppen, ihm Croon zu unterstellen, der das Kommando über die Stadt übernehmen sollte. Der Wiener Hof lehnte aber ab, weil er Croon in Böhmen für unabkömmlich hielt. Dort war er im gleichen Jahr nach Colloredos Tod an dessen Stelle zum Kommandierenden General aufgestiegen. Im Krieg gegen die Türken 1663/64 war er verantwortlich für den Durchzug deutscher Hilfstruppen nach Ungarn. Noch in seinem letzten Lebensjahr wurde er zum Feldmarschallleutnant befördert. Am 6. November 1665 starb Jan van der Croon in Prag und wurde dort in der St. Thomaskirche beerdigt.

## Besitzungen

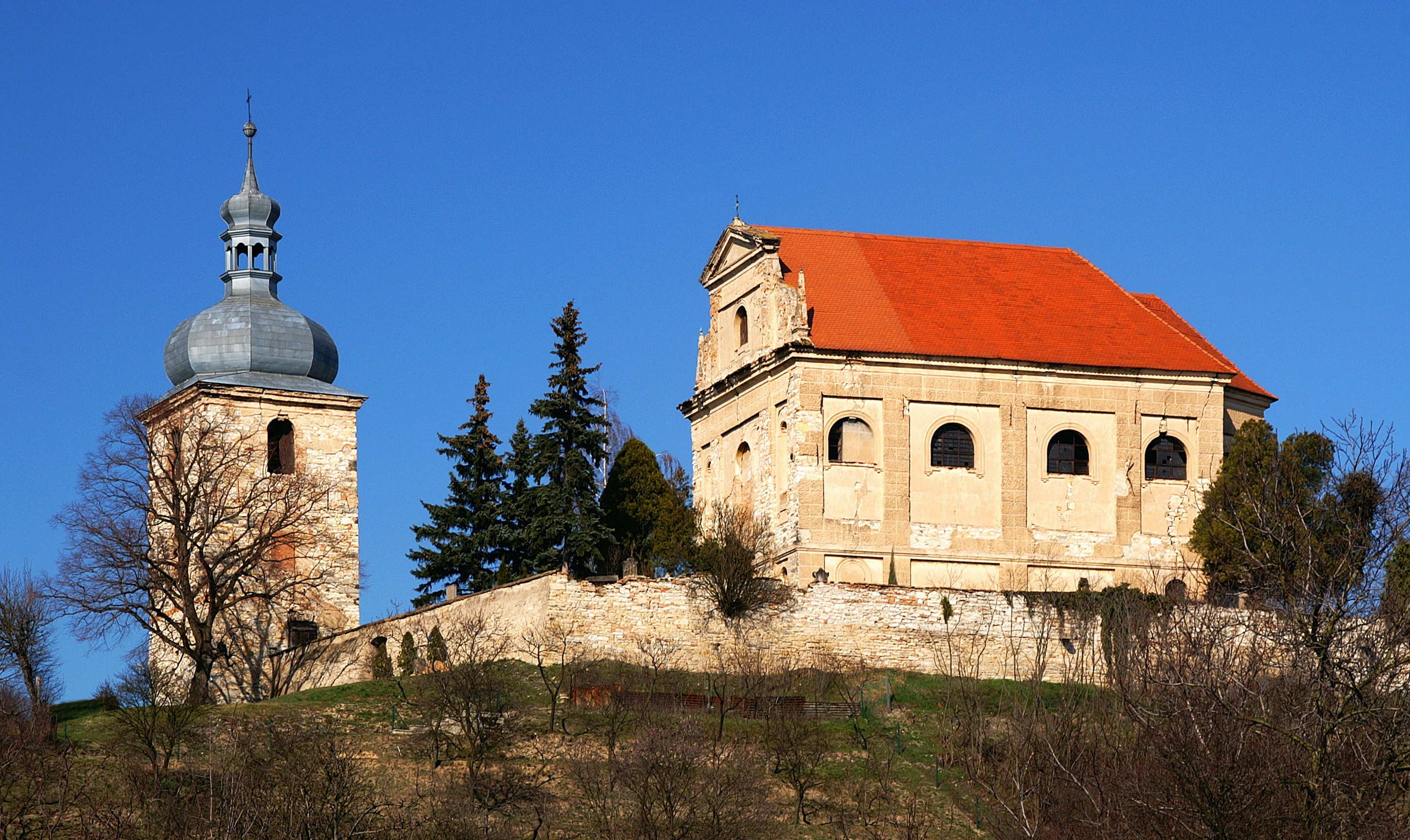
Die Dreifaltigkeitskirche in Zahořany

Im Jahre 1651 hatte Croon den Ort Zahořany (heute Teil von Křešice) und die umliegenden Gemeinden Horní und Dolní Týnec sowie Řepčice (heute Ortsteile von Třebušín), daneben Lovečkovice, Tašov, Řetouň (heute Teil von Malečov), Valtířov (heute Teil von Velké Březno) und weitere Orte erworben. 1663 kaufte er noch Divice (heute Teil von Vinařice u Loun) südlich von Laun. In Prag besaß er zwei Häuser auf der Kleinseite, das eine an der Stelle des heutigen Palais Liechtenstein auf der Insel Kampa am Moldauufer, das andere am Kleinseitner Ring, das um 1700 von seinen Erben zum heutigen Palais Kaiserstein umgebaut wurde.
Mit seinem Vermögen stiftete Croon die Errichtung der Dreifaltigkeitskirche in Zahořany, die im Jahr 1657 fertiggestellt wurde, und die Ausgestaltung der Kapelle für Maria Magdalena im Kreuzgang des Klosters und Wallfahrtsorts Svatá Hora. Seiner Heimatstadt schenkte er 1662 die barocke Umzäunung des Taufsteins der Martinuskerk, die bis heute sein Wappen trägt.

## Rezeption und Legende
Seine Heimatstadt Weert erinnert bis heute an ihn, dort ist unter anderem die „Jan van der Croonstraat“ nach ihm benannt. In der historischen Betrachtung wurden er und sein Leben ab Mitte des 18. Jahrhunderts häufig mit Johann von Werth vermischt oder verwechselt. Werth trägt im Niederländischen als Jan van Werth den gleichen Vornamen und sein Nachname ähnelt Croons Geburtsort. Zur Verwechslung beigetragen haben mag, dass beide aus nahe benachbarten Regionen stammen, Croon aus Limburg, Werth vom Niederrhein. Beide teilen zudem einen ähnlichen Lebenslauf mit dem Aufstieg aus einfacheren Verhältnissen bis hin zum General und der Erhebung in den Böhmischen Adel. In Weert entstand auch die Legende, van der Croon sei Vizekönig („onderkoning“) von Böhmen gewesen, eine Position, die es gar nicht gab, zu der sein tatsächlich bedeutender Posten als Vize-Militärkommandant aber fälschlicherweise aufgewertet wurde.
Die Aufarbeitung der Verwechslung brachte vor allem der Autor Josef Habets im 19. Jahrhundert mit einem Buch über Croon und Werth voran. Dennoch hielten sich manche Legenden weiterhin, wie der angebliche Titel des „onderkoning“, den Josef Habets als Synonym zum Militärkommando in Böhmen ansah. Es wurden sogar bestehende Geschichten über Johann von Werth auf Jan van der Croon übertragen. So veröffentlichte der niederländische Schriftsteller Emile Seipgens 1857 eine Erzählung über den Schuhmacherknecht Jan aus Weert, der einst von der bildschönen Frau Hanna als zu arm abgewiesen wurde, um im Jahr 1635 als General nach Weert zurückzukehren, wo er wieder auf Hanna trifft, die ihn wiedererkennt und zu ihm sagt „Ach, als ik dat had kunnen weten“ („Ach, wenn ich das gewusst hätte“). Diese Handlung um Jan en Hanna wurde fast direkt von der Kölner Sage Jan un Griet zu Johann von Werth übernommen und von Köln nach Weert verlegt.

## Familie
Jan van der Croon war zweimal verheiratet, in erster Ehe mit Margaretha von Birnbach, nach deren Tod am 14. November 1663 heiratete er schon am 17. Dezember 1663 Margaretha Blandina († 1687), geborene Söldner von Söldenhofen. Sie war die Witwe seines früheren Regimentsangehörigen Ernst Schütz von Leipoldsheim (auch Leopoldsheim, † gefallen 1661). Beide Ehen blieben kinderlos, weshalb Croon bereits 1662 seinen jüngeren Bruder Franz adoptiert und als Erben eingesetzt hatte. Da dieser nur wenige Wochen nach ihm verstarb, ging das Erbe an dessen einzige, damals nur wenige Monate alte Tochter Franziska Blandina van der Croon (1665–1701) über. Franziska Blandina heiratete Helfried Franz von Kaiserstein und hatte mit diesem drei Töchter. Die älteste Tochter Barbara († 1722) heiratete Leopold Wilhelm von Waldstein und brachte Zahořany als Mitgift in die Ehe, Leopold Wilhelm verkaufte die Herrschaft aber schon im Herbst 1703. Die zweite Tochter Maria Ludmilla († 1714) heiratete Graf Peter Ernst von Mollard, während die dritte Maria Anna Renata im Jahr 1704 ihren Cousin Wolfgang von Kaiserstein ehelichte, der schon anderthalb Jahr später starb.
Durch seine zweite Ehe wurde Croon Stiefvater der beiden Kinder Margaretha Blandinas, Maria Blandina und Ernst Gottfried (1640–1715). Maria Blandina war bereits Jans Schwägerin als Ehefrau seines Bruders Franz, außerdem war sie Mutter seiner Erbin Franziska Blandina. Nach Franz’ Tod heiratete Maria Blandina in zweiter Ehe Hilfgott von Kuefstein, den Stadtkommandanten von Salzburg. Kuefstein wurde dadurch nicht nur Stiefvater von Croons Nichte und Erbin Franziska, er war auch ein Schwager Johanns von Werth als Bruder von Susanna Maria von Kuefstein († 1698).
Der Stiefsohn Ernst Gottfried Schütz von Leipoldsheim wurde 1665 in den böhmischen Freiherrenstand und 1687 in den Grafenstand erhoben. Er war königlicher Hoflehen- und Kammerrechtsbeisitzer sowie Hauptmann des Saazer Kreises. Aus erster Ehe mit Salomena Polixena Koc von Dobrš hatte er acht Kinder. Seine zweite, kinderlose Ehe schloss er 1686 mit Susanna Maria von Kuefstein, der Witwe Johanns von Werth durch diese Ehe auch postumer Stiefschwiegertochter Jan van der Croons. Ernst Gottfried erwarb Johann von Werths ursprüngliche Herrschaft Benatek. Mit dem Tod seines Sohnes Ernst Jaroslav im Jahr 1720 starb seine Familie in männlicher Linie aus.
Das von Jan begründete Freiherrengeschlecht von der Kron setzte sich bis ins 18. Jahrhundert fort. Sein in spanischen Militärdiensten gefallener Bruder Willem hatte die zwei Töchter Maria Margaretha († 1708, verheiratet mit Ferdinand Rudolf Tscheyka Freiherr von Obranowitz) und Helena (1645–1722, verheiratet mit Vincenz de Lamotte von Frintrop), und den Sohn Franz (II.). Dieser wurde wie seine Onkel Jan und der ältere Franz am 11. März 1660 in den alten böhmischen Herrenstand aufgenommen und lebte ebenso in Prag. Diese Linie der Familie erhielt nur einen kleineren Teil des Erbes, bei einem kinderlosen Tod von Franz Senior hätten sie diesen beerbt. Die Freiherren von der Kron starben Mitte des 18. Jahrhunderts mit der folgenden Generation aus, mit dem kinderlosen und unverheirateten Franz (III.), Sohn des zweiten Franz und Großneffe Jan van der Croons.